# 東安德森鎮區 (密蘇里州麥克唐納縣)
東安德森鎮區（英語：Anderson East Township）是位於美國密蘇里州麥克唐納縣的一個行政鎮區。

## 地方資料
東安德森鎮區的面積為38.47平方千米，皆為陸地。根據2020年美國人口普查的數據，當地共有人口1807人，而人口密度為每平方千米46.97人。